# Обнажённая, зелёные листья и бюст
«Обнажённая, зелёные листья и бюст» (фр. Nu au Plateau de Sculpteur, англ. Nude, Green Leaves and Bust) — одна из знаменитой серии сюрреалистических картин 1932 года, на которых Пабло Пикассо затейливо преобразил свою новую возлюбленную Марию-Терезу Вальтер (возможно, придав ей облик мифической Дафны).
Серия портретов спящей Марии-Терезы как богини секса и желания была выполнена художником втайне от жены, Ольги Хохловой, во время пребывания с подругой в Буажелу под Парижем. Самое знаменитое полотно из этой серии, «Сон», уже было практически продано за 139 млн долларов, когда (в 2006 году) владелец полотна зацепил его локтем и порвал. Сделка по продаже не состоялась.
«Обнажённая, зелёные листья и бюст» изображает спящую Марию-Терезу рядом с бюстом, который Пикассо изваял с неё же. В 1936 году полотно приобрёл нью-йоркский дилер Поль Розенберг, после чего в 1951 году оно было продано в частное владение американскому девелоперу Сидни Ф. Броуди (Sidney F. Brody).
После смерти Броуди картина в марте 2010 года была выставлена на торги аукционным домом Кристис и впоследствии продана неизвестному коллекционеру за 106 482 500 долларов (включая премиальные аукционистов). На тот момент она стала самым дорогим произведением искусства из числа проданных когда-либо с аукциона.